# Hôpital Waldfriede
L’hôpital Waldfriede (de l'allemand Krankenhaus Waldfriede : « la forêt de la paix ») est un centre hospitalier adventiste à Berlin en Allemagne. Dans une enquête en 2006, cet établissement fut classé sixième pour « la satisfaction des patients » et « la qualité du traitement médical » sur 2 100 hôpitaux du pays, et fut  certifié en 2007 comme étant le deuxième établissement médical allemand le plus économique en dépense d'énergie. C'est un centre européen d'enseignement de la proctologie. 
L’hôpital Waldfriede fait partie du réseau international NBMC (Network for Better Medical Care : « réseau pour de meilleurs soins médicaux »), du réseau d'hôpitaux allemands de promotion de la santé, et du réseau d'hôpitaux allemands d'air pur (espace non tabagique). 
Waldfriede a une approche holistique qui intègre toutes les dimensions de la santé de l'individu : physique, mentale, sociale et spirituelle. Le centre PrimaVita de la promotion sanitaire offre des cours et des consultations sur la santé et la médecine préventives.

## Histoire
L’hôpital Waldfriede a été fondé dans le quartier actuel de Zehlendorf à Berlin par le médecin adventiste allemand, L.R. Conradi, en avril 1920, possédant alors 27 chambres et 39 lits. En 1922, il démarra une école d'infirmiers.
Waldfriede bénéficie d'un partenariat avec l'hôpital de la Floride. Il possède des bâtiments et des équipements modernes, comprenant une technologie médicale de pointe, mais les premiers édifices existent toujours, car ils n'ont pas été touchés par les bombardements qui ont affecté la ville durant la Seconde Guerre mondiale,.  

## Services
L’hôpital Waldfriede possède une crèche et un centre familial. Le centre PrimaVita offre des cours présentés par des médecins, des diététiciens, des thérapeutes sur l'exercice physique et des psychologues, sur la nutrition, le contrôle du poids, l'exercice, la relaxation, la gestion du stress, et tous les aspects de la santé liés au mode de vie. 
Les départements et les centres médicaux de Waldfriede sont les suivants :  
- Chirurgie générale
- Anesthésiologie
- Centre du sein
- Gynécologie et obsétrique
- Chirurgie de la main et du pied
- Kinésithérapie
- Médecine interne
- Centre interdisciplinaire du plancher pelvien
- Soin médical intensif interdisciplinaire
- Radiologie
- Centre du diabète et du plancher diabétique
- Centre de chirurgie des intestins et du plancher pelvien (proctologie du côlon)[7].